# Геза Кертес
Ге́за Ке́ртес (угор. Kertész Géza /ˈɡeːzɒ ˈkɛrteːs/; 21 листопада 1894, Будапешт — 6 лютого 1945, Будапешт) — угорський футболіст, що грав на позиції опорний півзахисника. По завершенні ігрової кар'єри — тренер, велика частина тренерської кар'єри якого пройшла у Італії. Часто можна зустріти написання його імені Кертес IV (угор. Kertész IV), щоб відрізнити його від трьох інших гравців — Дьюли (Кертес I), Вільмоша (Кертес II) і Адольфа (Кертес III) —, які теж були футболістами, але не мали ніякого родинного стосунку до Гези.
Кар'єра Гези Кертеса почалася в клубі «Ференцварош», звідки він у 1925 році поїхав в Італію. В Італії він виступав за команди «Спеція» та «Каррарезе», але найбільших успіхів добився на тренерській роботі. Серед команд, очолюваних Кертесом, були такі клуби, як «Салернітана», «Катанія», «Аталанта», «Лаціо» та «Рома». Найбільшим успіхом Кертеса стало четверте місце, зайняте з «Лаціо» в Серії А 1939/1940.
Події Другої світової війни змусили Гезу повернутися в Будапешт, там він очолив «Уйпешт», а через рік після відходу з «Уйпешта» був убитий нацистами за те, що переховував у своєму будинку єврея.

## Клубна кар'єра
У дорослому футболі дебютував 1910 року виступами за команду клубу МАК (Будапешт). З 1911 по 1919 рік грав у команді БТК (Будапешт). Пізніше він відправився в «Ференцварош», за який дебютував 5 травня 1920 року проти «Тереквеша» «4:1». Відіграв за клуб з Будапешта 19 матчів, в яких він забив вісім голів, всі в сезоні 1920/21. У двох інших сезонах за клуб грав тільки в товариських матчах, останній відомий матч — 1 травня 1923 року проти «Вашаша» (0:1). З клубом зайняв третє місце в чемпіонаті в сезоні 1920/21, а в наступному сезоні 1921/22 здобув Кубок Угорщини (хоча і не грав).

## Виступи за збірну
3 травня 1914 року провів єдиний матч у складі національної збірної Угорщини (0:2) у Відні.

## Кар'єра тренера
У 1925 році він прибув до Італії, де протягом року був граючим тренером «Спеції», з якою він виграв Другий дивізіон. Потім він перейшов до «Каррарезе», з якою виграв третій за рівнем дивізіон. Він також тренував команду в сезоні 1927/28, врятувавши команду від вильоту назад.
Після цього у 1928–1929 роках тренував «В'яреджо» з третього дивізіоні, а потім «Салернітану», з якою пропрацював два роки там само. 
1931 року він відправився в «Катанцарезе», де тренував протягом двох сезонів і виграв з клубом з Калабрії просування в Серію B в другому сезоні, після чого покинув клуб.
1933 року Кертес очолив «Катанію», з якою в першому ж сезоні він виграв свою групу третього італійського дивізіону, втретє за чотири останні роки, а потім здобув перемогу у перехідних матчах і вивів сицилійців у Серію B вперше в їх історії. Там угорський тренер працював з командою ще два сезони, зайнявши третє і восьме місце. У команді також грав Амедео Б'яваті, який згодом став чемпіоном світу.
1936 року став тренером «Таранто» і знову в першому ж сезоні вивів клуб з Апулії в Серію B, але у наступному сезоні не зумів врятувати її від вильоту і після невдачі покинув команду.
У сезоні 1938/39 років він працював з іншою командою Серії В «Аталантою», з якою до останнього туру боровся за вихід до Серії А, будучи на 2 очка попереду «Венеції», а в останньому турі команда програла венеційцям вдома 0:1 і дозволила їм обійти себе та вийти супернику у вищий італійський дивізіон, після чого угорець покинув «Аталанту».
Тим не менш Кертес наступний сезон таки розпочав у Серії А, куди його запросило «Лаціо»: у дебютному для себе сезоні в італійській еліті він зайняв четверте місце, але у другому був звільнений вже після всього шести турів. По ходу того ж сезону він повернувся в «Салернітану», що боролась за вихід у Серію В і виграв 7 з 12 перших ігор, але потім програв три матчі поспіль, зокрема і один вирішальний проти «Тернани», після чого покинув клуб. Потім він повернувся до «Катанії», в сезоні 1941/42, яку також не зміг підвищити у класі, також з Серії С.
У серпні 1942 року Геза очолив «Літторіо» з Серії С Після трьох перемог, трьох нічиїх і трьох поразок 12 грудня того ж року несподівано був призначений головним тренером «Роми», яка виграла чемпіонський титул в минулому сезоні, замінивши свого співвітчизника Альфреда Шаффера. Проте цей сезон був посередній і римська команда закінчила його на 9 місці, після чого Кертес покинув посаду.
Події Другої світової війни призвели до припинення чемпіонату Італії і Кертеш вирішив повернутися на батьківщину. Повернувшись додому, він провів свій останній сезон як тренер з «Уйпештом» в сезоні 1943/44 роках.

## Останні роки життя та смерть
В Угорщині Кертес сформував з екс-товаришем по команді Іштваном Тотом організацію опору, яка врятувала десятки євреїв та угорських партизанів від фашистських таборів смерті. Він також видавав себе за солдата вермахту, щоб допомогти людям вирватися з гетто в Будапешті і мав стосунки з секретною службою США.
Однак, Кертес був заарештований в грудні 1944 року після того, як інформатор повідомив у гестапо, що вони приховали єврея в будинку, і був страчений разом з Тотом за кілька днів до звільнення столиці Угорщини 6 лютого 1945 року. З ними у вестибюлі замку Буда загинули п'ять товаришів по службі. На його похоронах були присутні тисячі людей, він був удостоєний звання «мученика вітчизни» та похований на кладовищі Героїв в Будапешті з квітня 1946 року.

## Статистика виступів

### Статистика клубних виступів
| Сезон                    | Команда                  | Чемпіонат                | Чемпіонат | Чемпіонат | Національний кубок | Національний кубок | Національний кубок | Усього | Усього |
| Сезон                    | Команда                  | Ліга                     | Ігор      | Голів     | Ліга               | Ігор               | Голів              | Ігор   | Голів  |
| ------------------------ | ------------------------ | ------------------------ | --------- | --------- | ------------------ | ------------------ | ------------------ | ------ | ------ |
| 1910–11                  | МАК (Будапешт)           | НБ1                      | 14        | 1         | -                  | -                  | -                  | -      | -      |
| 1911–12                  | БТК (Будапешт)           | НБ1                      | 4+        | 1         | -                  | -                  | -                  | 4+     | 1      |
| 1912–13                  | БТК (Будапешт)           | НБ1                      | -         | -         | -                  | -                  | -                  | ?      | ?      |
| 1913–14                  | БТК (Будапешт)           | НБ1                      | 10+       | 1+        | -                  | -                  | -                  | 10+    | 1      |
| 1916–17                  | БТК (Будапешт)           | НБ1                      | 2+        | ?         | -                  | -                  | -                  | 2+     | ?      |
| 1917–18                  | БТК (Будапешт)           | НБ1                      | 2+        | ?         | -                  | -                  | -                  | 2+     | ?      |
| 1918–19                  | БТК (Будапешт)           | НБ1                      | 2+        | ?         | -                  | -                  | -                  | 2+     | ?      |
| 1919–20                  | БТК (Будапешт)           | НБ1                      | 19        | 1         | -                  | -                  | -                  | 19     | 1      |
| 1920–21                  | «Ференцварош»            | НБ1                      | 19        | 8         | -                  | -                  | -                  | 19     | 8      |
| 1921–22                  | «Ференцварош»            | НБ1                      | 0         | 0         | КУ                 | 0                  | 0                  | 0      | 0      |
| 1922–23                  | «Ференцварош»            | НБ1                      | 0         | 0         | КУ                 | 0                  | 0                  | 0      | 0      |
| Усього за «Ференцварош»  | Усього за «Ференцварош»  | Усього за «Ференцварош»  | 19        | 8         |                    | 0                  | 0                  | 19     | 8      |
| 1924–25                  | БТК (Будапешт)           | НБ1                      | 17        | 1         | КУ                 | ?                  | ?                  | ?      | ?      |
| Усього за БТК (Будапешт) | Усього за БТК (Будапешт) | Усього за БТК (Будапешт) | 56+       | 4+        |                    | -                  | -                  | 56+    | 4+     |
| 1925–26                  | «Спеція»                 | СД (ІІ)                  | 13        | 1         | -                  | -                  | -                  | -      | -      |
| Усього за кар'єру        | Усього за кар'єру        | Усього за кар'єру        | 102+      | 14+       |                    | 0                  | 0                  | 102+   | 14+    |

### Статистика виступів за збірну
| Дата       | Місто  | Господарі | Результат | Гості    | Турнір           | Голи | Примітки |
| ---------- | ------ | --------- | --------- | -------- | ---------------- | ---- | -------- |
| 03/05/1914 | Відень | Австрія   | 2 – 0     | Угорщина | товариський матч | -    |          |
| Усього     |        | Матчів    | 1         |          | Голів            | 0    |          |

### Тренерська
| Сезон     | Команда       | Турнір | Місце       | Результати | Результати | Результати | Результати | Результати |
| Сезон     | Команда       | Турнір | Місце       | Ігор       | Перемог    | Нічиїх     | Поразок    | % перемог  |
| --------- | ------------- | ------ | ----------- | ---------- | ---------- | ---------- | ---------- | ---------- |
| 1925-1926 | «Спеція»      | СД     | 1           | 20         | 14         | 1          | 5          | 70,00      |
| 1926-1927 | «Каррарезе»   | СД     | 1           | 18         | 10         | 5          | 3          | 55,56      |
| 1927-1928 | «Каррарезе»   | ПД     | 7           | 18         | 4          | 7          | 7          | 22,22      |
| 1927-1928 | «В'яреджо»    | СД     | 4           | 6          | 1          | 1          | 4          | 16,67      |
| 1928-1929 | «В'яреджо»    | ПД     | 8           | 26         | 7          | 10         | 9          | 26,92      |
| 1929-1930 | «Салернітана» | ПД     | 7           | 28         | 13         | 4          | 11         | 46,43      |
| 1930-1931 | «Салернітана» | ПД     | 1           | 19         | 14         | 3          | 2          | 73,68      |
| 1930-1931 | «Катанцарезе» | PD     | не закінчив | 3          | 3          | 0          | 0          | 100,000    |
| 1931-1932 | «Катанцарезе» | PD     | 9           | 28         | 11         | 5          | 12         | 39,29      |
| 1932-1933 | «Катанцарезе» | PD     | 1           | 20         | 13         | 5          | 2          | 65,00      |
| 1933-1934 | «Катанія»     | ПД     | 1           | 24         | 20         | 1          | 3          | 83,33      |
| 1934-1935 | «Катанія»     | B      | 3           | 29         | 16         | 5          | 8          | 55,17      |
| 1935-1936 | «Катанія»     | B      | 8           | 34         | 16         | 1          | 17         | 47,06      |
| 1936-1937 | «Таранто»     | C      | 1           | 26         | 17         | 6          | 3          | 65,38      |
| 1937-1938 | «Таранто»     | B      | 16          | 32         | 6          | 6          | 20         | 18,75      |
| 1938-1939 | «Аталанта»    | B      | 3           | 34         | 15         | 13         | 6          | 44,12      |
| 1939-1940 | «Лаціо»       | A      | 4           | 30         | 12         | 11         | 7          | 40,00      |
| 1940-1941 | «Лаціо»       | A      | не закінчив | 6          | 0          | 4          | 2          | 00.00      |
| 1940-1941 | «Салернітана» | C      | не закінчив | 15         | 7          | 4          | 4          | 46,67      |
| 1941-1942 | «Катанія»     | C      | 6           | 24         | 12         | 5          | 7          | 50,00      |
| 1942-1943 | «Літторіо»    | C      | не закінчив | 9          | 3          | 3          | 3          | 33,33      |
| 1942-1943 | «Рома»        | A      | 9           | 21         | 9          | 0          | 12         | 42,86      |
| 1943-1944 | «Уйпешт»      | НБ1    | 5           | 30         | 13         | 7          | 10         | 43,33      |
| Всього    | Всього        | Всього | Всього      | 499        | 236        | 107        | 156        | 47,29      |

## Особисте життя
Був одружений з Розою, у нього було двоє синів: Кате і Геза. Журналісти того часу характеризували його як високу, симпатичну, з малими і підморгуючими очима людину. Він мав пряму ходу, говорив спокійно і переконливо.